# Something (canção de The Beatles)
"Something" é uma canção da banda de rock inglesa The Beatles, do seu décimo primeiro álbum de estúdio, Abbey Road (1969). Foi escrita por George Harrison, o guitarrista principal da banda. Junto com sua segunda contribuição para Abbey Road, "Here Comes the Sun", é amplamente visto pelos historiadores da música como tendo marcado a ascensão de Harrison como compositor ao nível dos principais compositores dos Beatles, John Lennon e Paul McCartney. Duas semanas após o lançamento do álbum, a música foi lançada como um single duplo lado A, juntamente com "Come Together", tornando-se a primeira composição de Harrison a se tornar um lado A dos Beatles. A parceria também marcou a primeira vez no Reino Unido que os Beatles lançaram um single contendo faixas já disponíveis em um álbum. Embora o desempenho comercial do single tenha sido prejudicado por isso, ele liderou a Billboard Hot 100 nos Estados Unidos, bem como as paradas na Austrália, Canadá, Nova Zelândia e Alemanha Ocidental, e alcançou a quarta posição no Reino Unido.
A faixa é geralmente considerada uma canção de amor para Pattie Boyd, a primeira esposa de Harrison, embora Harrison tenha oferecido fontes alternativas de inspiração em entrevistas posteriores. Devido à dificuldade que enfrentou para colocar mais de duas de suas composições em cada álbum dos Beatles, Harrison primeiro ofereceu a música a Joe Cocker. Conforme gravada pelos Beatles, a faixa apresenta um solo de guitarra que vários críticos musicais identificam como um dos melhores de Harrison. A música também recebeu elogios dos outros Beatles e de seu produtor, George Martin, com Lennon afirmando que era a melhor música de Abbey Road. O filme promocional do single combinou imagens de cada um dos Beatles com suas respectivas esposas, refletindo o distanciamento da banda durante os meses que antecederam a separação em abril de 1970. Harrison posteriormente cantou a música em seus shows no Concert for Bangladesh em 1971 e durante as duas turnês que fez como artista solo.
"Something" recebeu o Prêmio Ivor Novello de "Melhor Canção Musical e Liricamente" de 1969. No final da década de 1970, a canção já havia sido regravada por mais de 150 artistas, tornando-se a segunda composição dos Beatles mais regravada, depois de "Yesterday". Shirley Bassey teve um hit no top cinco do Reino Unido com sua gravação de 1970, e Frank Sinatra cantava a música regularmente, chamando-a de "a maior canção de amor dos últimos 50 anos". Outros artistas que fizeram covers dela incluem Elvis Presley, Ray Charles, Booker T. & the MG's, James Brown, Smokey Robinson e Johnny Rodriguez. Em 1999, a Broadcast Music Incorporated nomeou "Something" como a 17ª música mais tocada do século XX, com 5 milhões de apresentações. Em 2000, a Mojo classificou "Something" na posição 14 na lista da revista "As 100 Maiores Músicas de Todos os Tempos"; ficou em 110º lugar na lista de 2021 da revista Rolling Stone das "500 Maiores Músicas de Todos os Tempos". Em 2002, um ano após a morte de Harrison, McCartney e Eric Clapton a apresentaram no tributo ao Concerto para George, no Royal Albert Hall de Londres.

## Antecedentes e inspiração

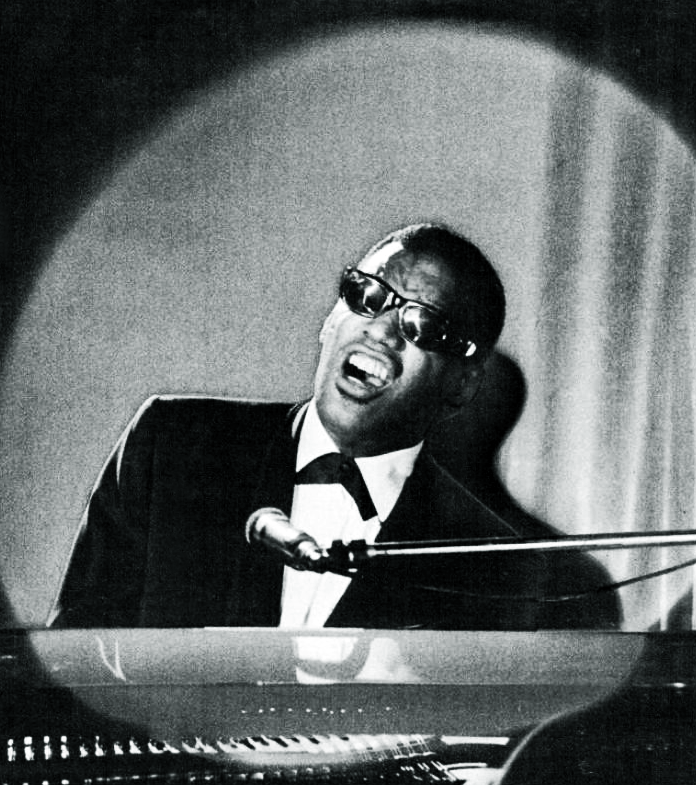
Harrison identificou Ray Charles como uma de suas inspirações para a canção.

George Harrison começou a escrever "Something" em setembro de 1968, durante uma sessão para o álbum duplo autointitulado dos Beatles, também conhecido como "Álbum Branco". Em sua autobiografia, I, Me, Mine, ele se lembra de trabalhar na melodia em um piano, ao mesmo tempo em que Paul McCartney gravava overdubs em um estúdio vizinho no Abbey Road Studios, em Londres. Harrison suspendeu o trabalho na canção, acreditando que, como a melodia lhe veio à mente tão facilmente, poderia ser uma melodia de outra canção. Em I, Me, Mine, ele escreveu que a ponte "levou algum tempo para ser resolvida".
A letra de abertura foi retirada do título de "Something in the Way She Moves", uma faixa de James Taylor, outro artista da Apple Records. Enquanto Harrison imaginou a composição no estilo de Ray Charles, sua inspiração para "Something" foi sua esposa, Pattie Boyd. Em sua autobiografia de 2007, Wonderful Today, Boyd relembra: "Ele me disse, de forma prática, que ele tinha escrito para mim. Eu achei lindo ..." Boyd discute a popularidade da música entre outros artistas e conclui: "Minha [versão] favorita foi a de George Harrison, que ele tocou para mim na cozinha do Kinfauns."
Tendo começado a escrever canções de amor que eram dirigidas tanto a Deus quanto a uma mulher, com sua faixa do Álbum Branco " Long, Long, Long ", Harrison mais tarde citou fontes alternativas para sua inspiração para "Something". No início de 1969, de acordo com o autor Joshua Greene, Harrison disse a seus amigos do Movimento Hare Krishna que a música era sobre a divindade hindu Krishna; em uma entrevista à Rolling Stone em 1976, ele disse sobre sua abordagem para escrever canções de amor: "todo amor é parte de um amor universal. Quando você ama uma mulher, é o Deus nela que você vê." Em 1996, Harrison negou ter escrito "Something" para Boyd. Naquele ano, ele disse a um jornalista musical que "todos presumiram que eu escrevi sobre Pattie" por causa do filme promocional que acompanhou o lançamento da gravação dos Beatles, que mostrava o casal junto.

## Composição
Na versão lançada no álbum Abbey Road dos Beatles de 1969, que foi o primeiro lançamento da música, "Something" possui uma velocidade de cerca de 66 batidas por minuto (bpm) e está em tempo comum, embora seja dobrado durante a ponte, correspondendo de fato a 132 bpm. Ela começa com uma figura de guitarra de cinco notas, que funciona como refrão da música, já que é repetida antes de cada um dos versos e também fecha a faixa. A melodia está na tonalidade de dó maior até a ponte de oito compassos, ou oitava do meio, que está na tonalidade de lá maior. O biógrafo de Harrison, Simon Leng, identifica "interesse harmônico... [em] quase todos os versos da canção, pois a melodia segue uma série de semitons descendentes da tônica ao longo dos versos, uma estrutura que é então espelhada na nova tonalidade, através da ponte." A melodia retorna a dó maior para o solo de guitarra, o terceiro verso e o final.
Leng considera que, liricamente e musicalmente, "Something" reflete "dúvida e esforço para atingir um objetivo incerto". O autor Ian Inglis escreve sobre as declarações confiantes que Harrison faz ao longo do livro a respeito de seus sentimentos por Boyd. Referindo-se aos versos da canção, Inglis escreve: "há uma confiança clara e mútua na natureza recíproca do seu amor; ele reflete que [Boyd] 'me atrai como nenhuma outra amante' e 'tudo o que tenho que fazer é pensar nela', mas ele está igualmente ciente de que ela sente o mesmo, que 'em algum lugar em seu sorriso, ela sabe.'" Da mesma forma, quando Harrison canta na ponte que "You're asking me will my love grow / I don't know, I don't know" ("Você está me perguntando se meu amor crescerá / Eu não sei, eu não sei"), Inglis interpreta as palavras como "não uma indicação de incerteza, mas uma reflexão irônica de que seu amor já é tão completo que pode ser simplesmente impossível que se torne maior". Richie Unterberger, do AllMusic, descreve "Something" como "uma canção de amor descaradamente direta e sentimental", escrita em uma época "em que a maioria das canções dos Beatles tratava de tópicos não românticos ou apresentava letras enigmáticas e alusivas, mesmo quando escreviam sobre amor".

## Histórico de gravação pré-Abbey Road

### Ensaios deGet Back
Harrison apresentou "Something" em uma sessão dos Beatles em 19 de setembro de 1968, quando a tocou para o substituto de George Martin como produtor dos Beatles, Chris Thomas, enquanto este último estava trabalhando na parte do cravo para a faixa de Harrison "Piggies". Apesar do entusiasmo de Thomas pela nova composição, Harrison escolheu se concentrar em "Piggies". Ele disse a Thomas que pretendia oferecer "Something" à cantora Jackie Lomax, cujo álbum de estreia Harrison estava produzindo para a Apple Records. "Something" não estava entre as faixas lançadas no álbum de Lomax, grande parte do qual foi gravado em Los Angeles depois que The Beatles foi concluído.
Depois que Harrison voltou aos Beatles em janeiro de 1969 para seu projeto de filme Get Back (mais tarde lançado como Let It Be), "Something" foi uma das muitas composições recentes que ele ofereceu ao grupo. Leng descreve este período como prolífico para Harrison como compositor, comparando-o com o pico de criatividade de John Lennon entre 1963 e 1964, mas as canções de Harrison receberam pouco interesse de Lennon e McCartney em meio à atmosfera tensa e pouco cooperativa dentro da banda. Martin também não ficou impressionado com "Something" no início, considerando-a "muito fraca e derivativa", de acordo com o jornalista musical Mikal Gilmore.
Os Beatles ensaiaram a música no Apple Studio em 28 de janeiro. Com os procedimentos sendo gravados pelo diretor Michael Lindsay-Hogg para o documentário planejado, as fitas revelam Harrison discutindo suas letras inacabadas para "Something" com Lennon e McCartney, já que ele não conseguiu completar o segundo verso da música, que começa "Attracts me..." Para servir como um preenchimento temporário, Lennon sugeriu "like a cauliflower" (como uma couve-flor), que Harrison então alterou para "like a pomegranate" (como uma romã). Em seu estudo das fitas disponíveis, Doug Sulpy e Ray Schweighardt escrevem que os Beatles tocaram a música duas vezes naquele dia, a única ocasião em que a tocaram durante o projeto Get Back / Let It Be.

### Demonstração solo de Harrison
Após os breves esforços dos Beatles com "Something" em 28 de janeiro, Harrison conversou com Lennon e Yoko Ono sobre a gravação de um álbum solo de suas canções não utilizadas, uma vez que ele já havia acumulado composições suficientes "para os próximos dez anos", dada sua alocação usual de duas faixas por álbum, e para "preserve this, the Beatle bit, more". Lennon ofereceu seu apoio à ideia, igualmente interessado em que seus projetos de gravação e de Ono fora dos Beatles pudessem continuar sem comprometer o futuro da banda. Em 25 de fevereiro de 1969 – seu 26º aniversário – Harrison entrou no Abbey Road Studios e gravou demos solo de "Something", "Old Brown Shoe" e "All Things Must Pass", as duas últimas das quais também haviam sido rejeitadas recentemente por Lennon e McCartney.
Com Ken Scott atuando como seu engenheiro, ele gravou uma versão ao vivo de "Something", com guitarra elétrica e vocal. Nesse ponto, Harrison havia completado a letra, embora tenha incluído um verso extra, cantado com um contraponto, sobre a seção que comporia seu solo de guitarra na gravação oficial subsequente dos Beatles. Esta versão demo de "Something" permaneceu inédita até sua inclusão na coleção de outtakes dos Beatles, Anthology 3, em 1996.

### Demonstração de Joe Cocker
Em março de 1969, Harrison deu "Something" para Joe Cocker gravar, tendo decidido que era mais provável que se tornasse um sucesso com Cocker do que com Lomax. Referindo-se a este e outros exemplos semelhantes em que Harrison colocou suas músicas esquecidas com outros artistas, Ken Scott rebateu a ideia de que ele não tinha confiança nos Beatles como compositor, dizendo: "Eu acho que ele tinha total confiança nas composições. A insegurança talvez fosse, se o os Beatles continuassem, 'Quantas canções vou ter em cada álbum?', e com suas composições acumulando... seria melhor aproveita-las."
Com a ajuda de Harrison, Cocker gravou uma demo da música na Apple. Embora o musicólogo Walter Everett sugira que esta foi a mesma gravação de "Something" que apareceu no álbum Joe Cocker! em novembro de 1969, o historiador dos Beatles Mark Lewisohn escreve que Cocker regravou a faixa posteriormente.

## Gravação e produção
"Something" de George foi inesperada. Era sobre Pattie, e me atraiu porque tem uma melodia muito bonita e é uma música realmente estruturada... Acho que George achou que meu baixo estava um pouco ocupado demais. Novamente, da minha parte, eu estava tentando contribuir o melhor que podia, mas talvez fosse a vez dele me dizer que eu estava fazendo demais.

Paul McCartney
Os Beatles realizaram a gravação de Abbey Road com um senso de disciplina e cooperação que esteve amplamente ausente durante a produção do Álbum Branco e Let It Be. Tendo deixado o grupo temporariamente em janeiro de 1969, em parte como resultado das críticas de McCartney à sua musicalidade, Harrison demonstrou um maior nível de assertividade em relação ao seu lugar na banda, principalmente enquanto trabalhavam em suas composições "Something" e "Here Comes the Sun". Além disso, como Lennon e McCartney, Martin passou a apreciar Harrison como compositor, dizendo mais tarde: "Eu reconheci pela primeira vez que ele realmente tinha um grande talento quando fizemos 'Here Comes the Sun'. Mas quando ele trouxe 'Something', era outra coisa. (...) Foi um trabalho tremendo – e tão simples."
O grupo gravou "Something" em 16 de abril antes de Harrison decidir refazer a música, uma nova faixa básica para a qual foi então concluída no Abbey Road em 2 de maio. A formação era Harrison na guitarra base com efeito Leslie, Lennon no piano, McCartney no baixo, Ringo Starr na bateria e o músico convidado Billy Preston tocando órgão Hammond. Em 5 de maio, no Olympic Sound Studios, McCartney regravou sua parte de baixo e Harrison adicionou guitarra solo. De acordo com o engenheiro da EMI Geoff Emerick, Harrison pediu a McCartney para simplificar sua execução, mas McCartney recusou. Nesse ponto, a música tinha oito minutos, devido à inclusão de uma coda estendida, semelhante a uma jam, liderada pelo piano de Lennon.
Após uma pausa nas gravações, a banda retornou para "Something" em 11 de julho, quando Harrison fez uma overdub do que viria a ser um vocal temporário. Com a mixagem resultante, grande parte da coda, junto com quase toda a execução de Lennon na parte principal da música, foi cortada da gravação. O piano pode ser ouvido apenas na ponte, especificamente durante a sequência descendente que segue cada par de linhas vocais "I don't know". Em 16 de julho, Harrison gravou um novo vocal, com McCartney sobrepondo seu vocal harmônico na ponte e Starr adicionando uma segunda parte de chimbau e um prato.
Após outra mixagem, momento em que o restante da coda foi retirado da faixa, a orquestração de cordas arranjada por Martin foi dublada em 15 de agosto, enquanto Harrison, trabalhando no estúdio adjacente na Abbey Road, regravou sua parte de guitarra principal ao vivo. Escrevendo para a Rolling Stone em 2002, David Fricke descreveu a versão dos Beatles de "Something" como "na verdade dois estados de espírito em um: o anseio suave dos versos... e o trovão dourado da ponte, este último impulsionado pelo floreio militar de Ringo Starr em um chimbal". Leng destaca o solo de guitarra de Harrison na gravação como "uma performance que é amplamente considerada um dos grandes solos de guitarra", e uma na qual Harrison incorpora os gamaks associados à música clássica indiana, seguindo seu estudo do sitar em 1965-68, ao mesmo tempo em que prenuncia o estilo expressivo que ele adotaria na guitarra slide como artista solo.

## Lançamento

### Seleção para lançamento single
Eles me abençoaram com alguns lados B no passado, mas esta é a primeira vez que tenho um lado A. Grande coisa, hein?

George Harrison para o repórter da BBC David Wigg, 8 de outubro de 1969
A Apple Records lançou Abbey Road em 26 de setembro de 1969, com "Something" sequenciada como a segunda faixa, seguindo "Come Together" de Lennon. Lennon considerou "Something" a melhor música do álbum. Tendo garantido que "Old Brown Shoe" fosse escolhido como lado B do single dos Beatles "The Ballad of John and Yoko", de acordo com suas lembranças posteriores, Lennon pressionou Allen Klein a lançar "Something" como single de Abbey Road. Juntamente com "Come Together", o single foi lançado em 6 de outubro na América (como Apple 2654) e em 31 de outubro na Grã-Bretanha (como Apple R5814).
O lançamento marcou a primeira vez que uma composição de Harrison recebeu tratamento de lado A em um single dos Beatles, bem como a única vez durante sua carreira que um single foi lançado no Reino Unido com faixas já disponíveis em um álbum. Em uma carta de 1990 a Mark Lewisohn, Klein refutou uma afirmação feita por Lewisohn em seu livro The Complete Beatles Recording Sessions, de que o single foi concebido como um exercício de ganhar dinheiro: Klein disse que era puramente uma marca da consideração de Lennon por "Something" e "para destacar George como um escritor, e dar-lhe coragem para entrar e fazer seu próprio LP. O que ele fez." Após a separação dos Beatles em abril de 1970, a ascensão de Harrison como compositor continuaria com seu álbum triplo All Things Must Pass, construindo sobre a promessa de faixas do Álbum Branco como "While My Guitar Gently Weeps" e suas duas contribuições para Abbey Road: "Something" e "Here Comes The Sun".

### Filme promocional
O filme promocional de "Something" foi filmado no final de outubro de 1969, pouco depois de Lennon anunciar reservadamente que estava deixando a banda. A essa altura, os membros da banda já estavam separados. Como resultado, o filme consistia em clipes separados, editados juntos, mostrando os Beatles caminhando pelos jardins de suas casas com suas respectivas esposas. O segmento de Harrison mostra ele e Boyd juntos no jardim em Kinfauns; na descrição do autor John Winn, Harrison parece "solene", enquanto Boyd é visto "sorrindo docemente" e "vestindo casacos de couro e pele". Winn também comenta sobre a atratividade de todas as esposas em contraste com a aparência desleixada de McCartney, especialmente, que caiu em depressão ao perceber que os Beatles haviam acabado. Os quatro segmentos foram editados e compilados em um único clipe de filme por Neil Aspinall. Escrevendo no The New York Times após a morte de Aspinall em 2008, Allan Kozinn disse: "O que o filme idílico do Sr. Aspinall evitou mostrar foi que os Beatles estavam naquele momento mal se falando. No filme, não são vistos dois Beatles juntos."
Em 2015, após a restauração supervisionada por Jonathan Clyde, o filme promocional "Something" foi incluído na compilação de vídeos dos Beatles 1 e sua edição expandida, 1+ O jornalista da Rolling Stone, Rob Sheffield, comentou sobre o significado do clipe em relação à história da banda: "Cada casal projeta uma vibração diferente – George e Patti como pavões em suas roupas hippie, Paul e Linda na fazenda na Escócia com sua cadela Martha, Ringo e Maureen bricando com motocicletas, John e Yoko serenos e combinando em seu robes pretos. Cada Beatle aparente ter enconotrado aquilo que estava procurando – mas estão se dirigindo para quatro futuros separados."
Em sua análise de 1+, para Paste, Gillian Gaar diz que com os filmes promocionais dos singles dos Beatles, de "Love Me Do" a "Something" (o último que eles fizeram durante a carreira), "você pode ver o desenvolvimento do clipe promocional, progredindo de um curta-metragem que simplesmente servia uma performance direta para uma obra que se esforçava para ser algo mais artístico."

## Recepção crítica

### Críticas contemporâneas
A revista Time declarou "Something" como a melhor faixa de Abbey Road, enquanto John Mendelsohn escreveu na Rolling Stone: "O vocal de George, contendo menos adenoides e mais melodia granulada de Paul do que nunca, é um dos muitos destaques em seu 'Something', alguns dos outros sendo um trabalho de bateria mais excelente, uma linha de guitarra cativante, cordas perfeitamente suaves e uma melodia excepcionalmente agradável. Tanto a versão dele quanto a de Joe Cocker serão suficientes até que Ray Charles a faça." Escrevendo na revista Saturday Review, Ellen Sander descreveu "Something" como "certamente uma das canções mais bonitas que George Harrison já escreveu" e acrescentou: "Ele sente seu caminho através da canção, instintivamente cortando seu corpo e chegando ao núcleo, emocionando tão claramente e tão graciosamente que no momento em que ele grita 'Eu não sei, eu não sei', é mostrado que mesmo o que não é conhecido pode ser compreendido."
De acordo com o biógrafo dos Beatles, Nicholas Schaffner, "Something" mostrou Harrison seguindo a abordagem populista de McCartney e alguns "críticos musicais de cabelos compridos" foram repelidos pelo uso da exuberante orquestração no estilo MOR na canção. Um crítico franco de Abbey Road, Nik Cohn ridicularizou-a, assim como "Here Comes the Sun", como "a mediocridade encarnada". Em contraste, Lon Goddard do Record Mirror descreveu a música como "outra bela composição de Harrison" no estilo de "While My Guitar Gently Weeps", dizendo que "ela salta escalas em seu arranjo orquestral pesado, então desce para o estilo de guitarra simples, mas eficaz de George".
Em sua análise do single, Derek Johnson, da NME, elogiou a faixa como "um pedaço de pop de qualidade real" com uma "guitarra solo estridente que exala uma qualidade maldosa e temperamental". Johnson declarou seu pesar pelo fato de Harrison "não ser apresentado mais regularmente como cantor", e concluiu sobre "Something": "É uma música que cresce em você, e acredite em mim, isso vai acontecer - em grande estilo!". Como crítico convidado de singles para a Melody Maker, Keef Hartley disse que era "provavelmente a melhor faixa" de Abbey Road, acrescentando: "O que eu estava esperando era aquele solo de guitarra porque George Harrison é praticamente o único guitarrista que conheço que consegue planejar um solo para que não pareça planejado."

### Desempenho comercial
Embora seu impacto comercial tenha sido diminuído pelo sucesso contínuo do álbum original, "Something" / "Come Together" foi certificado como Ouro pela Recording Industry Association of America (RIAA) em 27 de outubro. Durante a temporada do single na Billboard nos EUA, "Something" alcançou a posição número 3 até que a revista mudou sua prática de contar as vendas e a exibição separadamente para cada música; após essa mudança em 29 de novembro, o single liderou a Billboard Hot 100, por uma semana. "Come Together" / "Something" se tornou o décimo oitavo single número 1 dos Beatles na Billboard, superando o recorde de Elvis Presley de dezessete. Nas outras paradas nacionais dos EUA, a Record World listou "Something" / "Come Together" no número 1 por duas semanas e "Come Together" / "Something" nas três semanas restantes no número 1, enquanto na revista Cash Box, que continuou a classificar cada música separadamente, "Something" atingiu o pico no número 2 e "Come Together" passou três semanas no número 1.
Como lado preferido, "Something" foi o número 1 no Canadá (por cinco semanas), Austrália (cinco semanas), Alemanha Ocidental (duas semanas), Nova Zelândia e Cingapura. Os lados combinados alcançaram o número 4 na Grã-Bretanha. Lá, o lançamento foi altamente incomum, dada a preferência tradicional por singles que não fossem álbuns. Além disso, de acordo com o ex-editor da Mojo, Paul Du Noyer, "as vendas de Abbey Road foram tão enormes que a demanda pelo single foi inevitavelmente diminuída".
Junto com "Here Comes the Sun", "Something" foi incluída no álbum de compilação dos Beatles de 1973, 1967–1970, dando a Harrison duas das quatro faixas que representam Abbey Road na compilação. Em 1976, a Capitol a sequenciou como a faixa de abertura de The Best of George Harrison, uma compilação que, contra a vontade de Harrison, combinou suas composições mais conhecidas da era dos Beatles com seus sucessos como artista solo. A canção foi posteriormente incluída nas compilações temáticas da banda Love Songs e The Beatles Ballads.
Em 17 de fevereiro de 1999, "Something" foi certificado como dupla platina pela RIAA.  Em sua lista de 2014 intitulada "The Beatles' 50 Biggest Billboard Hits", a Billboard coloca o single duplo A-side em sexto lugar, imediatamente após "Let It Be" e à frente de "Hello, Goodbye".

## Impacto e legado
Harrison e o publicitário da Apple, Derek Taylor, tinham uma piada recorrente. Sempre que um deles tinha uma ideia, eles brincavam "Esta pode ser a grande". "Something", escrita em meados de 1968 em um piano na Abbey Road durante uma pausa do trabalho nos Beatles, realmente se tornou a grande para Harrison.

Ian MacDonald
Junto com "Here Comes the Sun", a canção estabeleceu Harrison como um compositor que se equiparava a Lennon e McCartney. Escrevendo em seu livro Revolution in the Head, o autor e crítico Ian MacDonald descreveu "Something" como "o ápice da conquista de Harrison como escritor". MacDonald destacou a "estrutura-chave de graça clássica e efeito panorâmico" da canção e citou a letra do segundo verso como "os melhores versos do autor - ao mesmo tempo mais profundos e elegantes do que quase tudo o que seus colegas já escreveram".
Assim como Lennon, tanto McCartney quanto Starr tinham a canção em alta conta. No livro de 2000 The Beatles Anthology, Starr combinou "Something" com "While My Guitar Gently Weeps" como "Duas das melhores canções de amor já escritas", acrescentando: "elas estão realmente no mesmo nível do que John e Paul ou qualquer coisa que outra pessoa daquela época escreveu"; McCartney disse que era "a melhor faixa de George - com 'Here Comes the Sun' e 'While My Guitar Gently Weeps'". Entre os outros colegas de Harrison, Paul Simon descreveu "Something" como uma "obra-prima" e Elton John disse: "'Something' é provavelmente uma das melhores canções de amor já escritas. ... É melhor que 'Yesterday', muito melhor ... É como a canção que venho perseguindo há trinta e cinco anos."
Em um artigo de 2002 para o The Morning News, Kenneth Womack incluiu o solo de guitarra de Harrison na faixa entre seus "Dez Grandes Momentos dos Beatles". Descrevendo a pausa instrumental como "a maior característica lírica da música - ainda mais lírica, curiosamente, do que a própria letra", Womack concluiu: "Uma obra-prima em simplicidade, o solo de Harrison alcança o sublime, luta com ele em um buquê de síncope descendente e o ergue novamente em um momento de graça suprema." A Guitar World incluiu a performance como solo de destaque da revista em junho de 2011. Mais tarde naquele ano, "Something" foi uma das duas "faixas principais" destacadas pela Rolling Stone quando a revista colocou Harrison na posição 11 em sua lista dos "100 Maiores Guitarristas".
Em julho de 1970, "Something" recebeu o Prêmio Ivor Novello de "Melhor Canção Musical e Liricamente" de 1969. Em 2005, a British Broadcasting Corporation (BBC) a nomeou como a 64.ª melhor música de todos os tempos. De acordo com a BBC, a canção "mostra mais claramente do que qualquer outra canção do cânone dos Beatles que havia três grandes compositores na banda, e não apenas dois". O site oficial dos Beatles afirma que "Something" "sublinhou a ascensão de George Harrison como uma grande força na composição de canções".
"Something" se tornou a segunda música dos Beatles mais regravada, ficando atrás de "Yesterday". Em 1999, a Broadcast Music Incorporated (BMI) nomeou-a como a 17.ª canção mais tocada do século XX, com 5 milhões de apresentações. Em 2000, a Mojo classificou "Something" na posição 14 na lista da revista "As 100 Maiores Canções de Todos os Tempos". Ficou em 273º lugar na lista de 2004 ' Rolling Stone das " 500 Maiores Músicas de Todos os Tempos", 278º na lista revisada da revista em 2010, e 110º na revisão de 2021. Em 2006, a Mojo colocou-a em 7º lugar na lista das "101 Maiores Canções dos Beatles", enquanto quatro anos depois, a faixa apareceu no número 6 em uma lista semelhante compilada pela Rolling Stone. Em 2019, a equipe da Entertainment Weekly classificou "Something" em 5º lugar na lista das melhores músicas dos Beatles.

## Versões cover

### Shirley Bassey
Entre as muitas versões cover da música, a cantora galesa Shirley Bassey gravou uma versão bem-sucedida de "Something". Foi lançada em 1970 como faixa-título de seu álbum homônimo. Também lançado como single, tornou-se o primeiro hit de Bassey no top dez do Reino Unido desde "I (Who Have Nothing)" em 1963, chegando ao número 4 e passando 22 semanas na parada.  O single também alcançou o top vinte em outros países europeus  e alcançou a posição número 6 na parada Easy Listening da Billboard.
Bassey disse que não sabia das origens da música quando gravou "Something". Mais tarde, ela sugeriu que ela e Harrison poderiam se tornar uma dupla de cantores e compositores na escala de Dionne Warwick e Burt Bacharach. Depois de ler esses comentários em 1970, Harrison escreveu "When Every Song Is Sung" com Bassey em mente, embora ela nunca tenha gravado a composição.

### Frank Sinatra

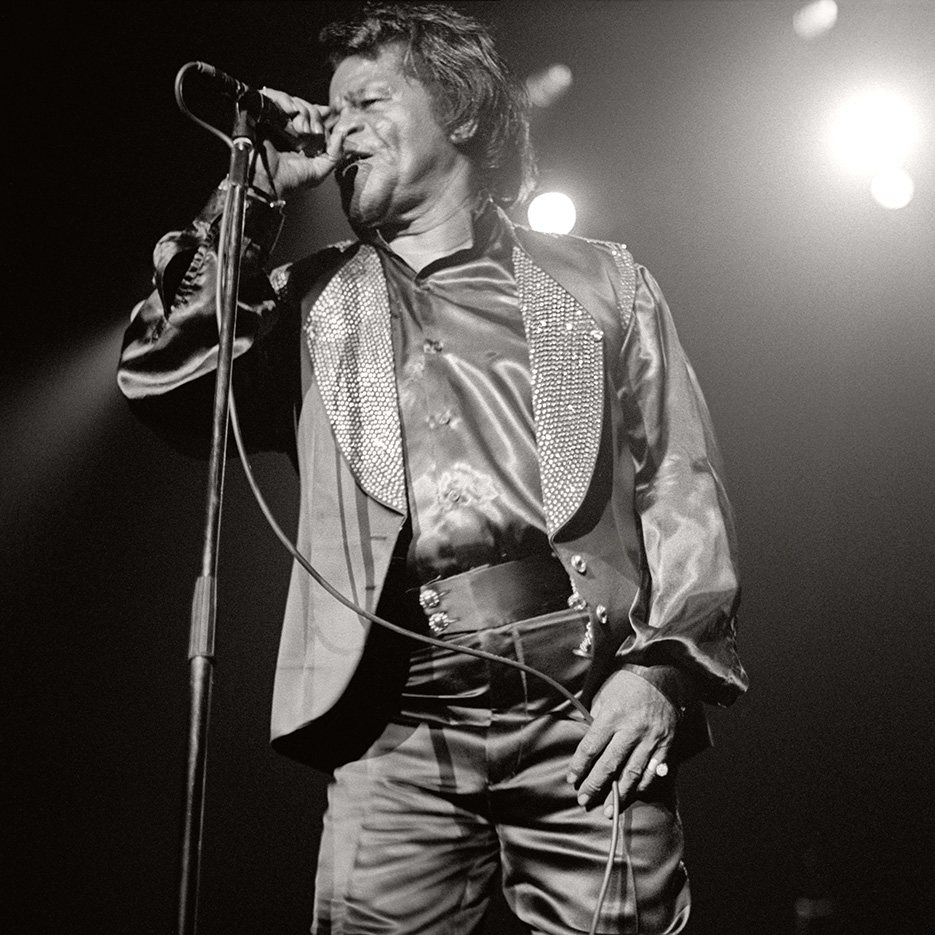
A gravação de James Brown foi a versão de Something favorita de Harrison.

Frank Sinatra ficou particularmente impressionado com "Something", chamando-a de "a maior canção de amor dos últimos 50 anos", apesar de há muito tempo desaprovar os Beatles. Segundo Du Noyer, ele “admirou especialmente a maneira como a letra evoca uma garota que nem está presente”. Além de tocar "Something" inúmeras vezes em concertos, Sinatra gravou a música para um single em outubro de 1970 e depois para seu álbum triplo de 1980, Trilogy: Past Present Future.
Durante suas apresentações ao vivo, Sinatra era conhecido por introduzir erroneamente "Something" como uma composição de Lennon-McCartney. Em 1978, ele começou a creditar corretamente Harrison como seu autor. Harrison passou a adotar a pequena mudança lírica de Sinatra (no oitavo meio da música, cantando "You stick around, Jack ...") em suas apresentações ao vivo entre 1991 e 1992. Em The Beatles Anthology, Harrison diz que via Sinatra como parte da "geração anterior a mim" e só mais tarde passou a apreciar a adoção da música pelo cantor americano.

### Outros artistas
A composição de Harrison começou a acumular versões cover quase imediatamente após o lançamento de Abbey Road, começando com a gravação de Joe Cocker. A canção se tornou um padrão e foi prontamente adaptada por artistas em uma ampla gama de estilos, incluindo jazz instrumental e de fácil audição.  Na descrição de Nicholas Schaffner, as muitas interpretações tornaram a canção onipresente "do Borscht Belt à sala de espera do dentista".
Lena Horne gravou "Something" no estilo jazz para seu álbum de 1970 com o guitarrista Gabor Szabo, intitulado Lena & Gabor. Uma versão instrumental de Booker T. & the MG's, de seu álbum tributo a Abbey Road, McLemore Avenue, alcançou a posição 76 na Billboard Hot 100 em agosto de 1970. Os grupos de R&B O'Jays  e Smokey Robinson and the Miracles também fizeram covers, assim como estrelas de fácil audição como Bert Kaempfert e Liberace. Cumprindo as esperanças de Harrison, Ray Charles lançou uma versão em seu álbum de 1971, Volcanic Action of My Soul.
Referindo-se à adoção da música por artistas de fácil audição, Harrison disse mais tarde: "Quando até Liberace fez um cover dela [em 1970], você sabe que é uma delas que acaba em um elevador...". Harrison atribuiu sua popularidade entre outros artistas à melodia de cinco notas, facilmente dominada. Du Noyer refuta parcialmente esta explicação, dizendo que era igualmente um veículo para "os vocalistas mais avançados", como Peggy Lee, juntamente com Sinatra e Bassey.

Na época, eu não estava particularmente entusiasmado com o fato de Frank Sinatra ter feito "Something"... Fiquei mais interessado quando Smokey Robinson fez e quando James Brown fez. Mas estou muito satisfeito agora, seja quem for que fez. Percebo que o sinal de uma boa música é quando ela tem muitas versões cover.

George Harrison, 2000
"Something" foi uma das poucas canções dos Beatles que Elvis Presley escolheu tocar; Lewisohn destaca sua interpretação entre as "dezenas de covers de alto nível". Presley cantou-a em seu especial de TV Aloha from Hawaii de 1973, cuja gravação apareceu no álbum best-seller que a acompanha. Uma versão da temporada de concertos de Presley em Las Vegas em agosto de 1970 apareceu posteriormente nas caixas Walk a Mile in My Shoes: The Essential '70s Masters (1995)  e Live in Las Vegas (2001). Em 1974, uma gravação de Johnny Rodriguez alcançou a posição 6 na parada Hot Country Singles ' Billboard e a posição 85 na Hot 100. No Canadá, o single de Rodriguez alcançou a posição 11 na parada country da RPM.
Em 1972, mais de 150 artistas haviam gravado "Something". Em sua biografia de Harrison de 1996, The Quiet One, Alan Clayson disse que a canção atraiu "quase 200 versões cover". Em 1972, Harrison disse ao jornalista musical Mike Hennessey que as versões de Robinson e Cocker estavam entre suas favoritas. Em entrevistas posteriores, ele disse que a melhor versão cover foi uma gravação de James Brown, na qual o cantor declara "Eu tenho que acreditar em algo!" sobre o riff principal. Harrison comentou que a gravação era relativamente obscura no catálogo de Brown: "Era um dos seus lados B. Tenho-o na minha jukebox em casa. É absolutamente brilhante".

### Tributos a Harrison
Bruce Springsteen abriu seu primeiro show após a morte de Harrison em 29 de novembro de 2001 tocando "Something", seguido por uma versão do hit solo de Harrison "My Sweet Lord". Elton John fez uma apresentação solo da música no Carnegie Hall de Nova York em abril de 2002, como parte de uma homenagem de uma hora a Harrison durante o décimo primeiro concerto anual da Rainforest Foundation.
Em homenagem à predileção de Harrison pelo instrumento, Paul McCartney tocou uma versão de "Something" no ukulele durante sua turnê mundial de 2002 e incluiu a faixa em seus álbuns ao vivo Back in the US e Back in the World. No Concerto para George, realizado no Royal Albert Hall de Londres em 29 de novembro de 2002, ele e Eric Clapton executaram uma versão que começou com McCartney sozinho no ukulele, depois voltou ao arranjo de rock familiar com Clapton assumindo como vocalista principal e apoio de Starr, Preston e outros. Após sua aparição no filme Concert for George (2003) de David Leland e no álbum ao vivo que o acompanha, esta apresentação de "Something" foi indicada ao Grammy de Melhor Colaboração Pop com Vocais.
Bob Dylan também tocou a música ao vivo durante seus shows em novembro de 2002, como uma homenagem a Harrison. McCartney continuou a tocar "Something", adotando a mistura de ukulele e apoio de rock do Concert for George. Uma versão com este arranjo musical foi incluída em seu álbum de 2009 Good Evening New York City.

## Performances ao vivo de Harrison
Harrison tocou "Something" nos dois shows do Concert for Bangladesh, realizados no Madison Square Garden em Nova York em 1º de agosto de 1971. Em sua primeira apresentação ao vivo como artista solo, ele foi apoiado por uma grande banda que incluía Starr, Preston, Clapton e Leon Russell. A versão usada no álbum ao vivo e no filme do concerto de 1972 foi retirada do show noturno daquele dia, quando Harrison a tocou como a música final antes de retornar para tocar "Bangla Desh" como bis.
Harrison incluiu "Something" em todas as suas subsequentes e raras apresentações em concertos completos. Para sua turnê norte-americana de 1974 com Ravi Shankar, ele estava relutante em apresentar qualquer material do catálogo dos Beatles, mas a pedido de Shankar e Preston durante os ensaios, ele adicionou "Something" ao setlist. Para a decepção de muitos fãs, ele decidiu alterar algumas letras da música, como mudar o primeiro verso para  "If there's something in the way, remove it" ("Se houver algo no caminho, remova-o"). Distanciando-se ainda mais do legado dos Beatles, Harrison disse aos jornalistas no início da turnê que se juntaria a um grupo com Lennon "a qualquer momento", mas rejeitou a ideia de trabalhar novamente com McCartney, já que preferia Willie Weeks como baixista. MacDonald comenta que esta declaração provavelmente se referia à parte de baixo "muito improvisada" de McCartney na gravação dos Beatles de 1969. Com Boyd tendo deixado Harrison para Clapton no início de 1974, Larry Sloman da Rolling Stone descreveu o "Something" retrabalhado como "um diário comovente de sua vida amorosa".
Uma versão da turnê de Harrison no Japão em dezembro de 1991 com Clapton – a única turnê de Harrison como artista solo – aparece no álbum duplo Live in Japan (1992). Inglis escreve que a faixa tinha "uma pungência extra" nessa época, "pois a mulher para quem foi escrita havia se casado e se divorciado de Harrison e Clapton". Inglis acrescenta: "Não é uma nova interpretação da canção, mas sugere uma nova perspectiva, na qual palavras e música são usadas por dois amigos próximos para refletir sobre as vidas que levaram."

## Créditos

### Os Beatles
- George Harrison – vocal principal, guitarras solo e base
- John Lennon – piano
- Paul McCartney – baixo, backing vocal
- Ringo Starr - bateria

### Músicos adicionais
- Billy Preston – Órgão Hammond
- George Martin – arranjo de cordas
- Músicos de sessão não identificados – doze violinos, quatro violas, quatro violoncelos, contrabaixo

## Paradas e certificações
| Parada (1969–1970)                        | Posição |
| ----------------------------------------- | ------- |
| Australian Go-Set National Top 40 Singles | 1       |
| Austrian Singles Chart                    | 11      |
| Canadian RPM 100 Singles                  | 1       |
| Finnish Suomen Virallinen Lista           | 12      |
| Irish Singles Chart                       | 3       |
| New Zealand Listener Chart                | 1       |
| Norwegian VG-lista Singles                | 2       |
| Swedish Kvällstoppen Chart                | 5       |
| Swedish Tio i Topp Chart                  | 4       |
| UK Singles Chart                          | 4       |
| US Billboard Hot 100                      | 1       |
| US Billboard Easy Listening               | 17      |
| US Cash Box Top 100                       | 2       |
| West German Musikmarkt Hit-Parade         | 1       |

| Parada (2015)                         | Posição |
| ------------------------------------- | ------- |
| Sweden Heatseeker (Sverigetopplistan) | 11      |

| Chart (2019)                                            | Peak position |
| ------------------------------------------------------- | ------------- |
| Estados Unidos (Billboard Hot Rock & Alternative Songs) | 12            |

| Parada (1970–71)                          | Posição |
| ----------------------------------------- | ------- |
| Australian Go-Set National Top 60 Singles | 47      |
| Austrian Singles Chart                    | 19      |
| Belgian Ultratop Singles Chart            | 11      |
| Dutch MegaChart Singles                   | 10      |
| French SNEP Singles Chart                 | 34      |
| Irish Singles Chart                       | 13      |
| UK Singles Chart                          | 4       |
| US Billboard Hot 100                      | 55      |
| US Billboard Easy Listening               | 6       |
| West German Media Control Singles Chart   | 40      |

| Região                | Certificação | Vendas    |
| --------------------- | ------------ | --------- |
| Espanha (PROMUSICAE)  | Ouro         | 30 000    |
| Reino Unido (BPI)     | Ouro         | 400 000   |
| Estados Unidos (RIAA) | 2x Platina   | 2 000 000 |